# Верёвка, Григорий Гурьевич
Григорий Гурьевич Верёвка (1895—1964) — советский украинский композитор и хоровой дирижёр.
Народный артист УССР (1960). Лауреат Сталинской премии первой степени (1948). Член ВКП(б) с 1946 года.

## Биография
Григорий Верёвка родился 13 (25) декабря 1895 года в селе Березна (ныне посёлок городского типа Менского района Черниговской области Украины).
В 1916 году окончил Черниговскую духовную семинарию. Учился (1918—1921 у А. К. Буцкого) и работал (1923—1927) в Киевском МДИ имени Н. В. Лысенко, который окончил в 1933 году экстерном.
С 1919 года руководит самодеятельностью, преподаёт хоровое дирижирование в музыкальных учебных заведениях Киева. С 1931 года преподаёт в КГК имени П. И. Чайковского (с 1947 года — профессор).
В 1941—1945 годах — научный сотрудник Института фольклора АН УССР. В 1943—1952 годах — председатель СК УССР.
В 1943 году организовал Украинский государственный народный хор, в 1943—1964 был его художественным руководителем и главным дирижёром хора, сыскавшего огромную популярность в СССР и за рубежом. Оркестровую группу музыкального коллектива возглавлял И. И. Антоновский.
Г. Г. Верёвка умер 21 октября 1964 года. Похоронен в Киеве на Байковом кладбище.

### Семья
Жена — хоровой дирижёр Э. П. Скрипчинская.

## Творчество
Г. Г. Верёвка занимался обработкой народных песен. Написал песни «Ой, як стало зелено», «Ой, чого ти земле молодіти стало», «I шумить, i гуде» и другие.

## Награды и премии
- Сталинская премия первой степени (1948) — за концертно-исполнительскую деятельность
- Государственная премия УССР имени Т. Г. Шевченко (1968 — посмертно) — за создание высокохудожественных концертных программ хора
- народный артист УССР (1960)
- орден Ленина (30.06.1951)
- 2 ордена Трудового Красного Знамени (23.01.1948; 24.11.1960)
- орден «Знак Почёта»

## Память
- В 1965 году имя присвоено созданному им хору[3].
- В 1995 году имя присвоено историко-краеведческому музею, организованному в его родном посёлке Березна местным краеведом Борисом Драпкиным.